# 纤枝金丝桃
纤枝金丝桃（学名：Hypericum lagarocladum）为藤黄科金丝桃属下的一个种。

## 扩展阅读
- 維基物種上的相關：纤枝金丝桃